# Кордовая пилотажная модель

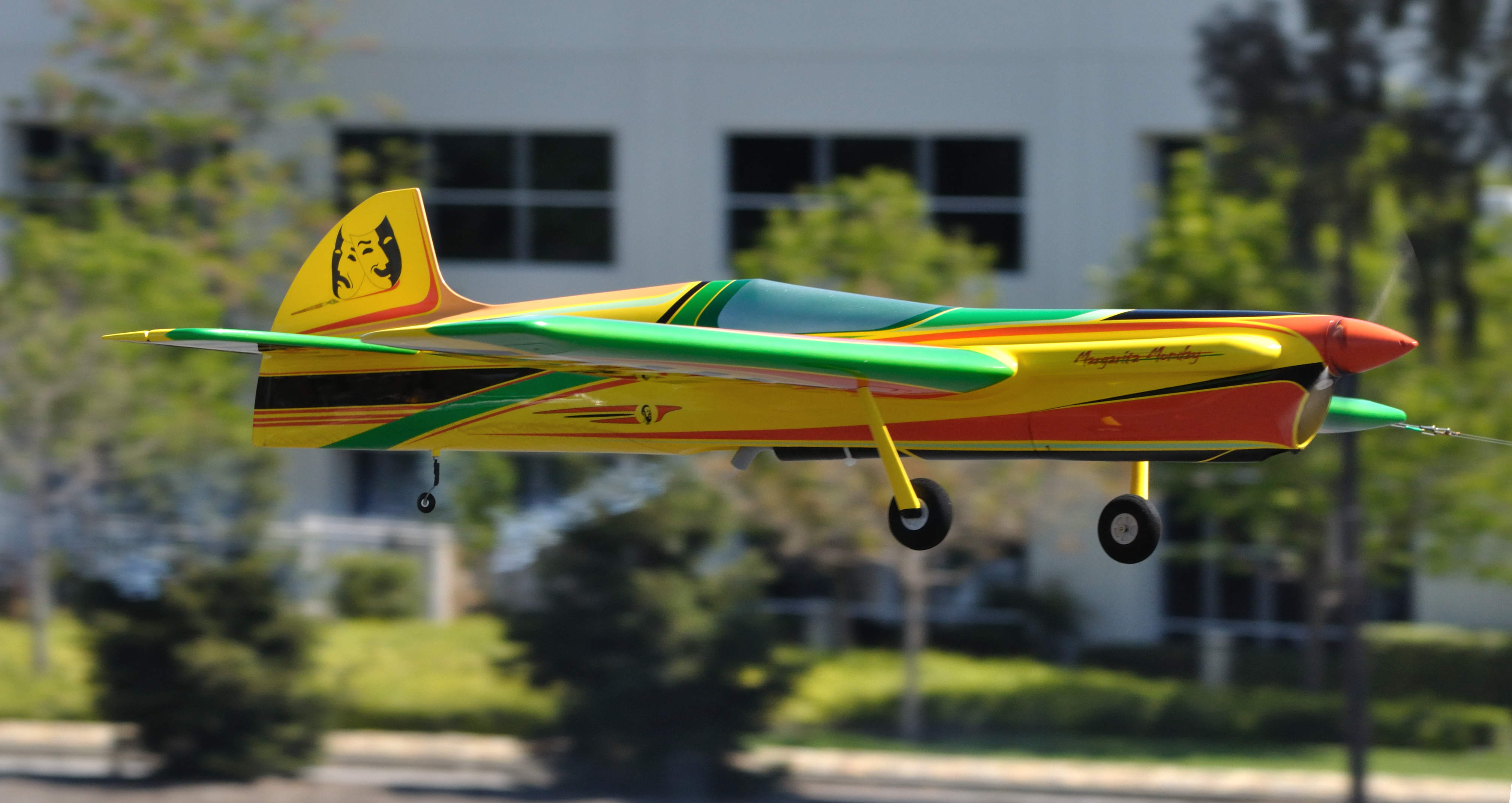
Кордовая пилотажная модель в полёте.

Ко́рдовая пилота́жная моде́ль — сравнительно большая по размерам (длина фюзеляжа или размах крыльев не менее 0,5 метра) модель самолёта, оснащённая двигателем внутреннего сгорания (компрессионным, калильным) или электрическим двигателем (с питанием от аккумуляторной батареи), летающая по кругу на привязи из двух тросиков малого диаметра (тросики которые называют кордами, от английского cord — шнур, верёвка), присоединёнными к ручке управления со стороны спортсмена и к качалке управления, находящейся на авиамодели. 
Качалка связана механически с рулём высоты. 
С помощью такой тросовой системы управления пилот, делая движения ручкой управления, может заставить модель в процессе полёта выполнять различные эволюции в пределах полусферы над зёмлей, радиусом полусферы является длина корды.
Длина каждой из корд не должна превышать 21,5 метра, диаметр стального корда-троса — 0,4 мм.
Кордовые пилотажные модели — это спортивные снаряды, который используют при проведении соревнований по авиамодельному спорту, которые, как правило, огранизует ФАИ.

## Соревнования
Пилотажные модели предназначены для выполнения в процессе полёта обязательной последовательности фигур пилотажного комплекса за ограниченное время — 7 минут. 
Пилотажные кордовые модели, согласно классификации Международной авиационной федерации (ФАИ), относятся к категории F2B. 
Правила ФАИ устанавливают порядок проведения соревнований по авиамодельному спорту, порядок судейства, требования к месту проведения соревнований и технические требования к моделям участников. В соревнованиях по авиамодельному спорту принимают участие как взрослые спортсмены, так и спортсмены-юниоры. 
Простота системы управления кордовой пилотажной модели и её конструкции обманчива. На самом деле создать пилотажную кордовую модель очень и очень непросто. Модель должна отвечать весьма противоречивым требованиям: малый вес, мощная винтомоторная установка, отлаженная система питания, малая инерционность при выполнении эволюций, устойчивость при полёте в сильный ветер, стойкость элементов конструкции к воздействию агрессивных компонентов топлива и атмосферных осадков, красочность отделки, желательно большая копийность и при этом — возможность разборки модели при транспортировке. Вот далеко не полный перечень того, что должно гармонично сочетаться в конструкции этого небольшого летательного аппарата.
Соревнования по авиамодельному спорту в категории пилотажных кордовых моделей F2B являются, по-видимому, одними из самых сложных. Прежде всего из-за отсутствия объективных критериев оценки выступления спортсмена. В данном случае результат спортсмена от выступлений на соревнованиях напрямую зависит от субъективной оценки судейской бригады. Сложность данных соревнований также заключается в том, что во время семиминутного выступления спортсмен испытывает большое нервное и физическое напряжение, которое может сильно влиять на результаты выступления. Соревнования в этой категории проводят под открытым небом. Изменение погодных условий: температуры воздуха, силы и направления ветра, порывистость или, наоборот, стабильность ветра, наличие или отсутствие осадков — все это формирует практически индивидуальные условия для каждого из участников. Но, возможно, именно из-за этого, соревнования по авиамодельному спорту в категории кордовых пилотажных моделей F2B неизменно привлекают интерес зрителей всех возрастных категорий.
Полёт хорошей пилотажной модели под управлением опытного спортсмена-пилотажника представляет собой красочное, захватывающее зрелище, которое никого не оставляет равнодушным. Впечатления от хорошего выступления спортсмена-пилотажника сравнимо с выступлением гимнаста либо фигуриста, качество выступления которого оценивает судейская бригада и за выступлением которого зрители наблюдают, буквально затаив дыхание.

## Галерея

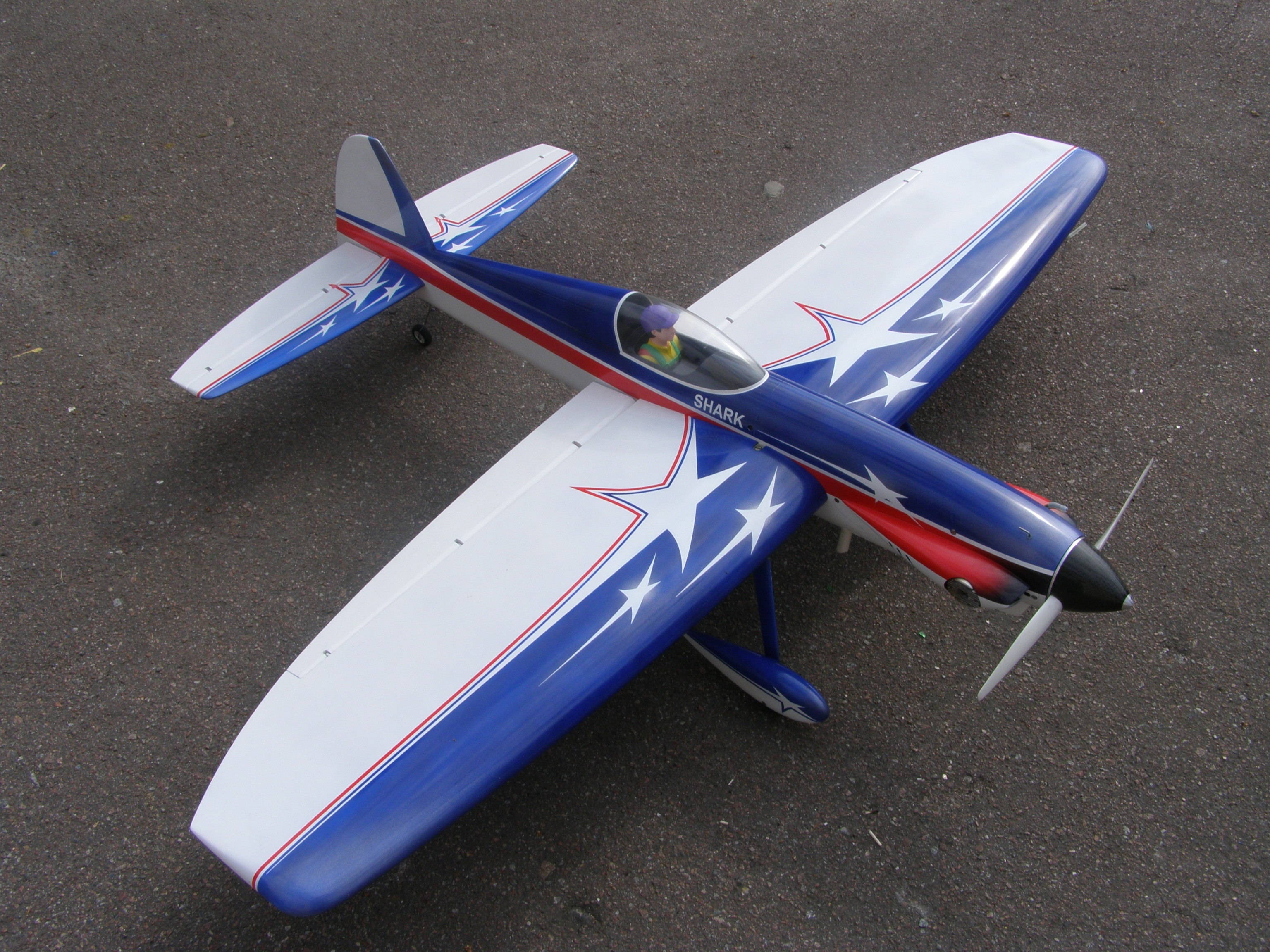
Кордовая пилотажная модель «Shark» с двигателем «Discovery-Retro-60».
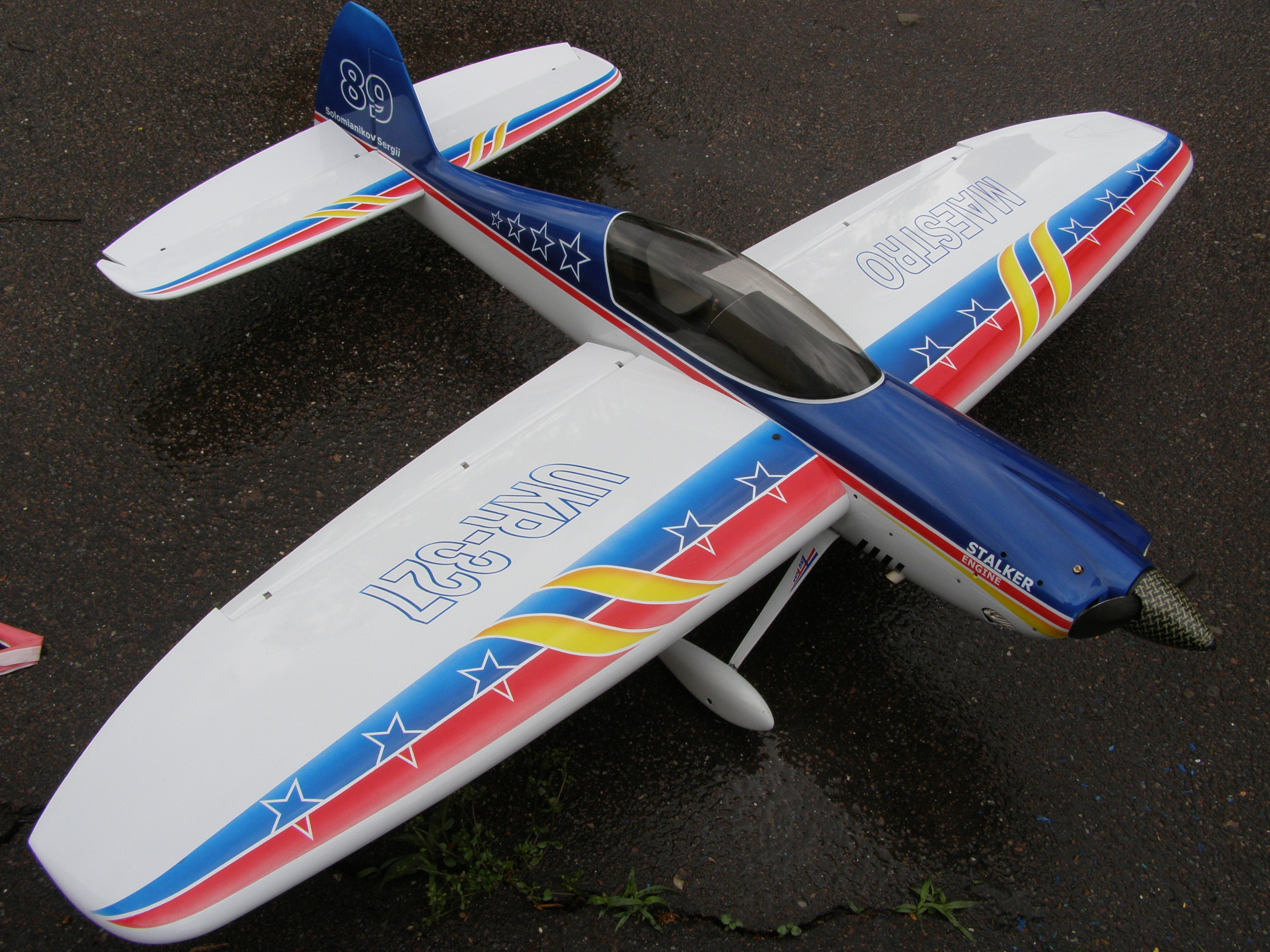
Кордовая пилотажная модель Сергея Соломяникова, МСМК, Украина, с метанольным двигателем «Stalker-76».
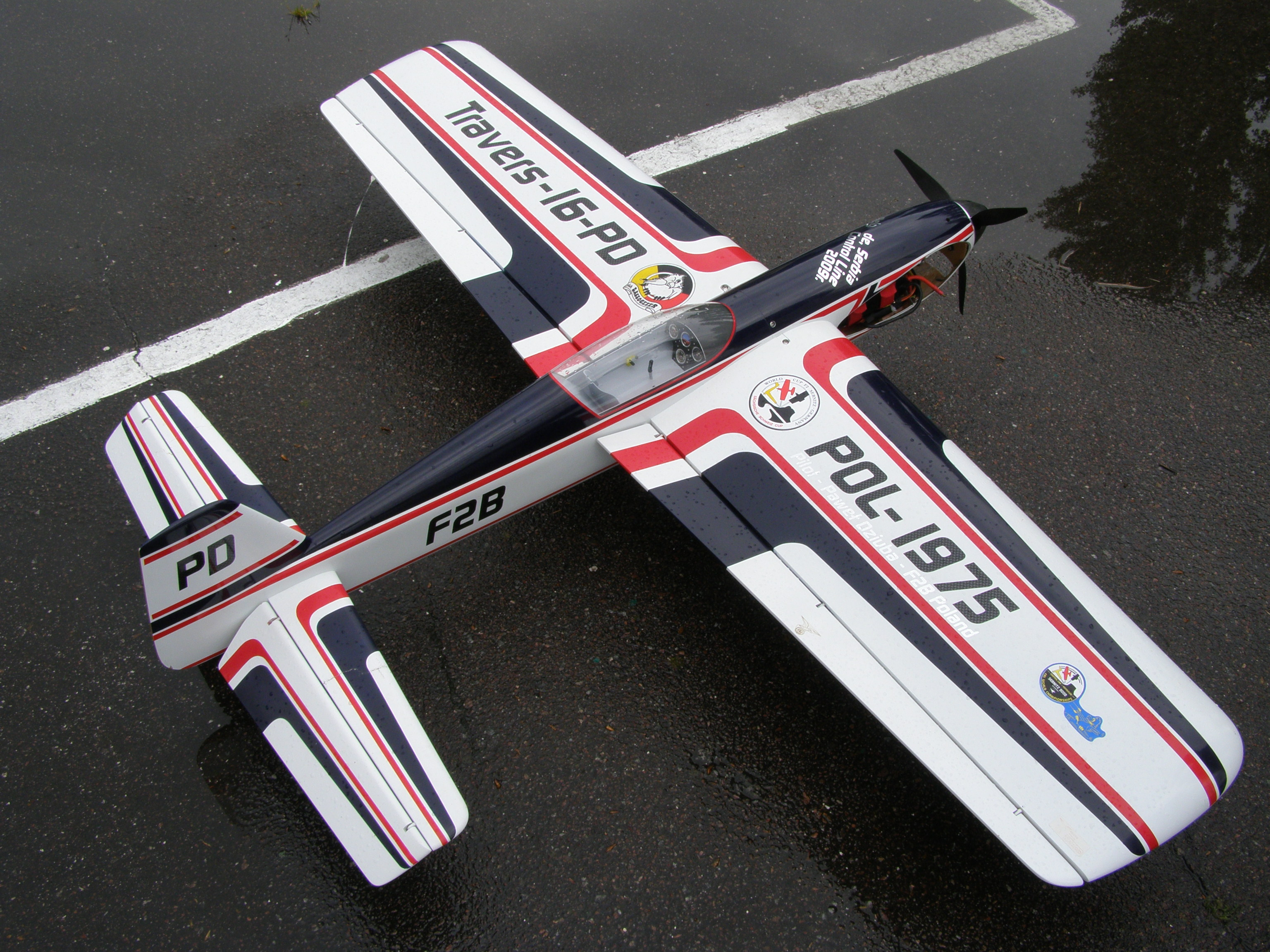
Спортивная кордовая пилотажная модель категории F2B, оснащённая электродвигателем. Модель спортсмена из Польши Павла Дзюбы.
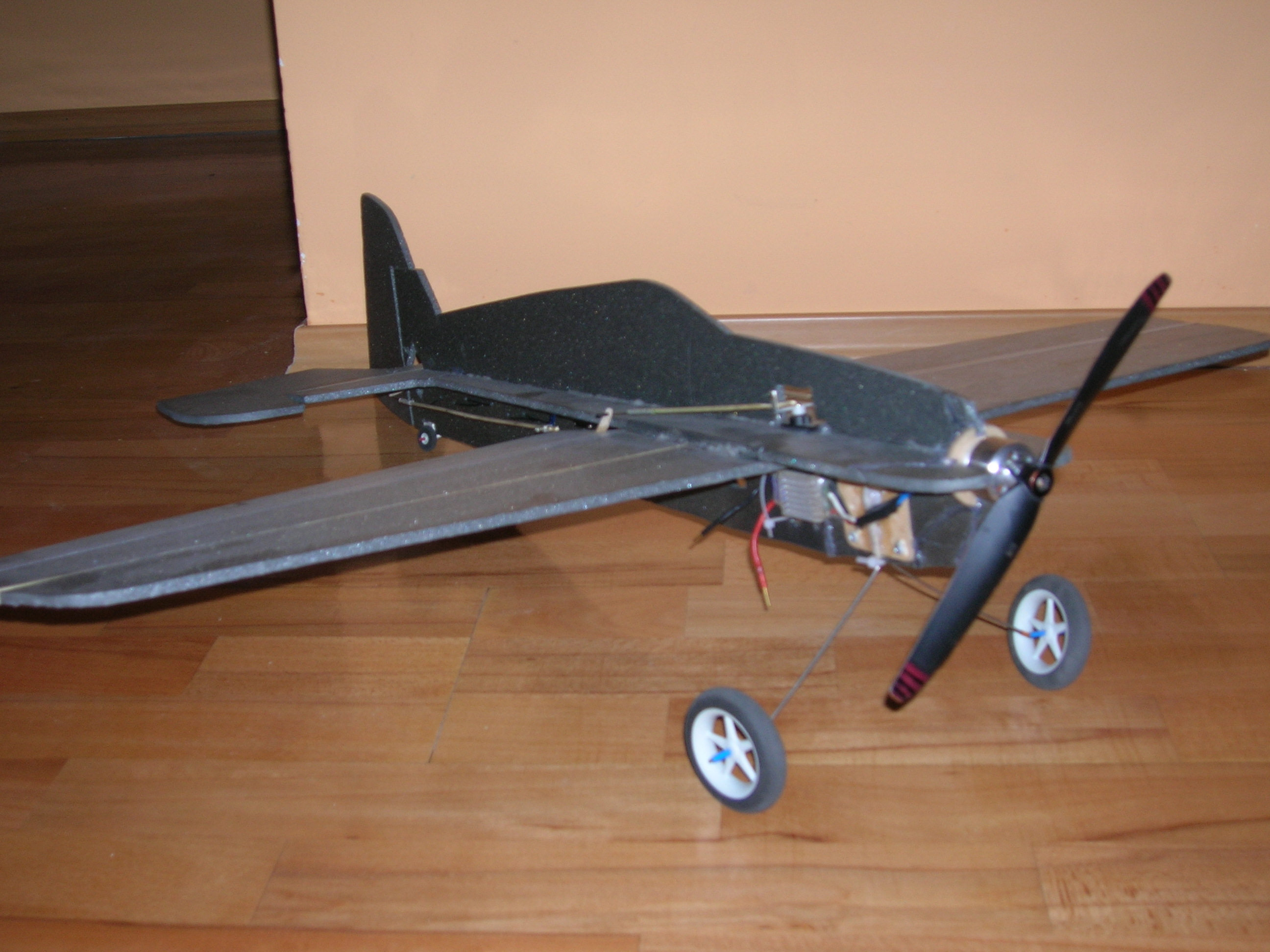
На верхней плоскости правого крыла видны две параллельные проволочки — «корды», тянущиеся до ручки управления в руках у спортсмена. На фюзеляже установлена качалка управления, проволочной тягой она соединена с рулём высоты.